# Утянка (Новосибірська область)
Утянка (рос. Утянка) — село у Доволенському районі Новосибірської області Російської Федерації.
Входить до складу муніципального утворення Утянська сільрада. Населення становить 1083 особи (2017).

## Історія
Згідно із законом від 2 червня 2004 року органом місцевого самоврядування є Утянська сільрада.

## Населення
| 2002  | 2007  | 2010  | 2012  | 2013  | 2014  | 2015  |
| ----- | ----- | ----- | ----- | ----- | ----- | ----- |
| 1378  | ↘1314 | ↘1207 | ↘1193 | ↘1168 | ↘1139 | ↘1124 |
| 2016  | 2017  |       |       |       |       |       |
| ↘1107 | ↘1083 |       |       |       |       |       |